# 1923 w nauce

## Nauki przyrodnicze i ścisłe

### Chemia
- odkrycie hafnu przez György’ego von Hevesya i Dirka Costera
- sformułowanie teorii kwasów i zasad Brønsteda oraz teorii kwasów i zasad Lewisa
- sformułowanie reguł Fajansa

### Fizyka
- maj – publikacja pracy Arthura Comptona opisującej eksperyment z rozpraszaniem promieni X na elektronach i teoretyczne wyjaśnienie jego wyników – zjawisko Comptona.

## Nagrody Nobla
- Fizyka – Robert Andrews Millikan
- Chemia – Fritz Pregl
- Medycyna – Frederick Grant Banting i John James Richard Macleod